# Dhow
En dhow er en traditionel, arabisk sejlbåd bygget af træ og med trekantet sejl. Dhowen bruges til transport af mennesker og varer langs den østafrikanske kyst. Kun få dhows har en motor i reserve til at sætte ind, hvis sejlet skulle briste eller masten knække.